# Vildt
Vildt betegner alle arter af fritlevende pattedyr og fugle. Definitionen fremgår af Lov om jagt og vildtforvaltning.